# 江戸袋
江戸袋（えどぶくろ）は、埼玉県川口市の町名。現行行政地名は江戸袋一丁目および江戸袋二丁目。住居表示実施地区。郵便番号は334-0075。

## 地理
新郷地区の南端に位置する。1940年に成立した。毛長川を隔てて埼玉県と東京都の都県境を接している。新郷工業団地の大部分を占め、町の中には工場が点在する。市街の構成としては、北部の一丁目に住宅が多く、二丁目は工場が多い。
縄文後期の遺跡である東光院貝塚や江戸袋貝塚が地内に存在する。

## 歴史
もとは江戸期より存在した足立郡舎人領に属する江戸袋村であった。
- はじめは幕府領で以降変遷なし[5]。
- 1871年（明治4年）11月13日 - 第1次府県統合により埼玉県の管轄となる。
- 1879年（明治12年）3月17日 - 郡区町村編制法により成立した北足立郡に属す。郡役所は浦和宿に設置。
- 1889年（明治22年）4月1日 - 町村制施行に伴ない、赤井、東本郷、蓮沼、前野宿、東貝塚、大竹、峯、新堀、榛松、江戸袋の十箇村が合併し、新郷村が成立する。江戸袋村は新郷村の大字江戸袋となる。
- 1940年（昭和15年）4月1日 - 新郷村が鳩ヶ谷町（1950年に再分離、2011年に再編入）、芝村、神根村と共に川口市に編入され、川口市の大字となる。
- 1981年（昭和56年）11月1日 - 大字江戸袋の一部と大字東本郷の一部から江戸一丁目〜三丁目が成立[6]。また、大字江戸袋の一部を赤井二丁目・三丁目に編入[6]。
- 1986年（昭和61年）7月1日 - 大字江戸袋の残部と大字東本郷の一部から江戸袋一丁目・二丁目が成立する。また、大字江戸袋の一部を本蓮に編入する[6]。これにより、大字江戸袋は消滅する[6]。

### 地名の由来
地名の由来は、「水が淀み、悪水が溜まりやすい低湿地」であったからであるとされる。

## 世帯数と人口
2018年（平成30年）3月1日現在の世帯数と人口は以下の通りである。
| 丁目                 | 世帯数  | 人口    |
| -------------------- | ------- | ------- |
| 江戸袋一丁目・二丁目 | 891世帯 | 1,932人 |

## 小・中学校の学区
市立小・中学校に通う場合、学区（校区）は以下の通りとなる。
| 丁目         | 番地 | 小学校               | 中学校           |
| ------------ | ---- | -------------------- | ---------------- |
| 江戸袋一丁目 | 全域 | 川口市立新郷南小学校 | 川口市立東中学校 |
| 江戸袋二丁目 | 全域 | 川口市立新郷南小学校 | 川口市立東中学校 |

## 交通
地内に鉄道は敷設されていない。

### バス
- 東武バスセントラル 見沼代親水公園駅行き

### 道路
- 首都高速道路川口線
- 埼玉県道58号台東川口線
- 東埼玉県道239号足立川口線

## 伝統芸能
この地域には江戸時代からの伝統芸能の「三頭立獅子舞」が悪魔払いや五穀豊穣、氏子繁栄の祈念の意味を込めて、氷川神社（江戸三丁目に鎮座）で毎年4月15日と10月5日に行われる。川口市の無形民俗文化財に指定されており、俗称として「江戸袋のバッタバッタ獅子舞」とも呼ばれる。

## 施設
一丁目
- 武南警察署江戸袋交番
- 真言宗智山派 東光院
- 第三公園
- 青木信用金庫

二丁目
- 川口新郷工業団地
- 新郷工業団地緩衝緑地帯

## 関連文献
- 「江戸袋村」『新編武蔵風土記稿』 巻ノ139足立郡ノ5、内務省地理局、1884年6月。NDLJP:763997/113。